# تونغوسيم هاوكيب
تونغوسيم هاوكيب (26 أغسطس 1993 - ) هو لاعب كرة قدم هندي في مركز الهجوم. شارك مع منتخب الهند تحت 23 سنة لكرة القدم. أما مع النوادي، فقد لعب مع نادي بونه ونادي سالغاوكار ونادي جوا.

## روابط خارجية
- تونغوسيم هاوكيب على موقع قاعدة بيانات كرة القدم.إي يو (الإنجليزية)
- تونغوسيم هاوكيب على موقع Soccerway.com (الإنجليزية)